# Takayasus sjukdom
Takayasus sjukdom eller Takayasus arterit är en inflammatorisk sjukdom i stora och medelstora artärer, exempelvis aorta. Sjukdomen drabbar främst unga kvinnor. Feber, trötthet och smärta över drabbade kärl är vanligt. Kortisol och cellgiftet Metotrexat är vanlig behandling. Kallas ibland för pulseless disease eftersom inflammationen kan förtränga kärlen till till exempel armarna och göra att pulsen där försvagas eller helt försvinner.
Sjukdomen har fått namn efter Mikito Takayasu, den japanske oftalmolog som beskrev sjukdomen i början av 1900-talet.
Diagnosen ställs med hjälp av datortomografisk angiografi.

## Förekomst
Studier från England tyder på att sjukdomen förekommer hos 5 personer per miljon invånare, vilket för Sveriges del skulle motsvara ca 50 personer. Sjukdomen är vanligare hos kvinnor än hos män och vanligare i Asien än i Europa.

## Orsaker
Det är inte känt varför Takayasus arterit uppstår. Symtomen är en följd av inflammation i kärlväggarna, när immunförsvaret reagerar mot kroppens egna vävnader. När blodkärlen blir inflammerade förtjockas kärlväggarna, vilket leder till förträngningar och i vissa fall ett totalt stopp i blodkärlet.
Sjukdomen är inte ärftlig.

## Vaskulit
Takayasus arterit tillhör de sjukdomar som sammanfattas under benämningen vaskuliter (blodkärlsinflammation). Vaskuliterna indelas efter storleken på de kärl som drabbas. Takayasus arterit tillhör sålunda storkärlsvaskuliterna.

## Symtom
Sjukdomen kan uppträda hos barn och debuterar vanligtvis före 40 års ålder. Den kan troligen debutera även högre upp i åldrarna men är då svår att skilja frånandra storkärlsvaskuliter. Kärlförändringarna drabbar framför allt i aorta, aortabågen nedanför hjärtat och de kärl som avgår från aorta till armarna och hjärnan.
Sjukdomen går vanligen skov, dvs. perioder med aktiv sjukdom växlar med långa perioder då sjukdomen är mild eller verkar vara latent. Symtomen i vissa fall förblir mycket lindriga.